# Грейдер (дорога)
Гре́йдер або Гре́йдерна дорога — ґрунтова дорога, влаштована за допомогою ґрейдера. Термін «ґрейдер» для позначення дороги є побутовим і не вживається у технічній літературі.

Трактор з причіпним ґрейдером Д-20БМ нівелює сільську дорогу

Термін увійшов у вжиток у 20-х роках минулого століття, коли з'явилися перші причіпні ґрейдери, які називалися в той час «дорожніми плугами».
Ґрейдерна дорога створювалася за кілька проходів дорожнього плуга по ґрунту з метою формування двосхилої проїзної частини й бокових канав. Стандартна схема передбачала 12 проходів, що становило приблизно 5-8 км дороги за зміну.
Найпростіша ґрейдерна дорога не мала покриття, а була лише профільованою ґрунтовою дорогою. Але завдяки вирівняному поперечному похилу та прорізаним канавам така дорога служила довше й краще, ніж непрофільована ґрунтова польова дорога, особливо в дощову погоду. Для спорудження, точніше, нарізання ґрейдерної дороги не потрібно бригад висококваліфікованих працівників. Достатньо одного машиніста й оператора плугу. Проектна документація була у мінімальному і спрощеному вигляді, або взагалі відсутня. Тому це був дешевий і швидкий спосіб прокладання дороги в сільськогосподарських районах.
Перші спроби побудувати ґрейдерну дорогу в Радянському Союзі показали перспективність цього методу, але за умови наявності достатньо потужнього трактора. Під час експериментального спорудження ґрейдера напочатку 20-х років XX століття потрібен був трактор і 3-4 пари коней щоб тягнути дорожній плуг. Керувати таким комбінованим механізмом було дуже складно.
Найбільшого поширення ґрейдерні дороги набули в 20-40-х роках минулого століття. Після другої світової війни у зв'язку зі зростанням інтенсивності руху та вагою машин їх майже перестали споруджувати. Лише в окремих випадках ґрейдерні дороги нарізалися на дуже короткий термін, як тимчасова або перехідна стадія будівництва більш вдосконалених доріг.
Якщо таку дорогу згодом покривали щебенем, то вона вже називалася «макадам». А після просоченням дьогтем вона отримувала назву «тармакадам»